# Hartford, Ohio
Hartford är en ort i Licking County i delstaten Ohio, USA.